# کیرن برد
کیرن برد (انگلیسی: Kieran Bird؛ زادهٔ ۲ سپتامبر ۱۹۹۹) شناگر اهل بریتانیا است.
وی در مسابقات کشوری و بین‌المللی در مجموع برندهٔ ۲ مدال طلا شده است.